# エル・ディアブロ (DCコミックス)
エル・ディアブロは、DCコミックスの作品に登場するキャラクター。

## 概要
複数人存在し、その正体によってヒーローやヴィランなどの立場が異なる。共通する点として、悪魔と関わりがあり、炎を操るという点。

## 初代エル・ディアブロ
本名はラザラス・レーン。アウトローたちによって、瀕死の重傷を負っていたが、先住民に助けられる。
その後、復活した彼は、黒い帽子に黒いローブといった全身を黒ずくめにし、鞭と炎を武器に、アウトローたちと戦うこととなる。

### 交友関係（初代）
ジョナ・ヘックス
同時代（西部開拓時代）のヒーローで、たびたび競演している。

## 二代目エル・ディアブロ
本名は、ラファエル・サンドヴォル。元ボクサーの市議会議員だったが、街を護るため戦うこととなる。
当初はスーパーパワーは存在しなかったが、その後、炎を操る戦士となる。

### 交友関係（二代目）
バットマン
同様にスーパーパワーを持たないヒーローのため、ジャスティス・リーグタイトルなどで何度か共闘が描かれている。

## 三代目エル・ディアブロ
本名は、チャト・サンタナ。元はロス・レイズ・ロコというロサンゼルスギャングのリーダーだったが、抗争中に死亡。死後、ラザラス・レーンによって蘇る。その後、炎を操る戦士となり、エル・ディアブロを名乗るようになる。
初代・二代目と違い、ヴィランとしての側面が強いキャラクター。

### 三代目エル・ディアブロの映像作品
映画『スーサイド・スクワッド』
演 - ジェイ・ヘルナンデス、日本語吹替 - 佐藤せつじ